# بورصة أنغولا
بورصة أنغولا ومشتقاتها هي بورصة في أنغولا ، ومقرها لواندا . تم الإعلان عنها لأول مرة في عام 2006،  كانت البورصة تأمل في افتتاحها خلال الربع الأول من السنة المالية 2008،  رغم أن أغوينالدو خايمي قال في أغسطس 2008 إن الإطلاق سيكون «مهم للحكومة المقبلة ... ربما أواخر عام 2008 أو بداية عام 2009».
نظرًا لتأثير أزمة الائتمان، تم تأجيل النية لافتتاح البورصة في أوائل عام 2009 ، مع وجود مؤشرات حالية تشير إلى أنه كان من المقرر افتتاحها في عام 2010، بهدف إدراج 10 شركات.
لكن في يوليو 2013 ، قال آرتشر مانجويرا، رئيس لجنة أسواق رأس المال في أنغولا، أن أنغولا تعتزم بدء تداول سوق أنغولا للأوراق المالية في عام 2016.
في 19 ديسمبر 2014 ، بدأ سوق رأس المال في أنغولا. تلقت (سوق أنغولا للأوراق المالية وبورصة الدين) سوق الدين العام الثانوي، ومن المتوقع أن تبدأ سوق ديون الشركات بحلول عام 2015 ، ولكن يجب أن يكون سوق الأسهم واقعا فقط في عام 2016.